# Prionops
Prionops – rodzaj ptaków z rodziny wangowatych (Vangidae).

## Zasięg występowania
Rodzaj obejmuje gatunki występujące w Czarnej Afryce.

## Morfologia
Długość ciała 16–26 cm; masa ciała 20–63 g.

## Systematyka
Rodzaj zdefiniował w 1816 roku francuski ornitolog Louis Jean Pierre Vieillot w publikacji swojego autorstwa Analyse d’une nouvelle ornithologie élémentaire. Jako gatunek typowy Vieillot wyznaczył czołoczuba żółtookiego (P. plumatus).  

### Etymologia
- Prionops (Trionops): gr. πριων priōn, πριονος prionos „piła”; ωψ ōps, ωπος ōpos „oko”[10].
- Sigmodus (Sygmodus): gr. σιγμα sigma „litera Σ (S)”; οδους odous, οδοντος odontos „ząb”[11]. Typ nomenklatoryczny: Sigmodus caniceps Bonaparte, 1850.
- Knestrometopon (Knestrometophon): gr. κνηστριον knēstrion „skrobacz”; μετωπον metōpon „czoło”, od μετα meta „między”; ωψ ōps, ωπος ōpos „oko”[12]. Typ nomenklatoryczny: Sigmodus scopifrons W. Peters, 1854.
- Phaidrometopon: gr. φαιδρος phaidros „jasny”; μετωπον metōpon „czoło”, od μετα meta „między”; ωψ ōps, ωπος ōpos „oko”[13]. Typ nomenklatoryczny: Sigmodus scopifrons W. Peters, 1854.
- Eressornis: gr. ερεσσω eressō „działać szybko”; ορνις ornis, ορνιθος ornithos „ptak”[14]. Typ nomenklatoryczny: Prionops retzii Wahlberg, 1856.

### Podział systematyczny
Rodzaj w zależności od ujęcia systematycznego liczy siedem lub osiem gatunków; tutaj lista gatunków za „Kompletną listą ptaków świata”:
- Prionops plumatus (Shaw, 1809) – czołoczub żółtooki
- Prionops poliolophus G.A. Fischer & Reichenow, 1884 – czołoczub duży
- Prionops alberti Schouteden, 1933 – czołoczub żółtogłowy
- Prionops caniceps (Bonaparte, 1850) – czołoczub płowobrzuchy
- Prionops retzii Wahlberg, 1856 – czołoczub czerwonooki
- Prionops gabela Rand, 1957 – czołoczub czerwonodzioby
- Prionops scopifrons (W. Peters, 1854) – czołoczub modrooki